# 聖瑪利亞 (拉巴斯省)
聖瑪利亞（西班牙語：Santa María），是洪都拉斯的城鎮，位於該國西南部，由拉巴斯省負責管轄，面積99.2平方公里，海拔高度1,156米，2001年人口8,005，人口密度每平方公里80.7人。
14°17′0″N 87°56′0″W / 14.28333°N 87.93333°W